# Paramedycy
Paramedycy (ang. Sirens) – amerykański, komediowy serial telewizyjny z elementami dramatu wyprodukowany przez Fox Television Studios, Apostle Productions oraz Daybreak Pictures. Serial jest amerykańską wersją brytyjskiego serialu o tym samym tytule autorstwa Brian Fillis i Brian Kellett, emitowanego przez Channel 4. Scenariusz serialu opracowali; Denis Leary oraz Bob Fisher. Serial jest emitowany od 6 marca 2014 roku przez USA Network.

11 czerwca 2014 roku, stacja USA Network zamówiła drugi sezon serialu.

22 kwietnia 2015 roku, stacja USA Network ogłosiła anulowanie serialu po dwóch sezonach.

## Fabuła
Serial opowiada o trzech najlepszych ratownikach medycznych w Chicago. Ich specyficzne cechy charakteru, takie jak zadufanie w sobie czy skłonność do samodestrukcji, powodują, że nie są odpowiedni do utrzymywania przyjaźni, związków i większości zawodów. Świetnie nadają się jednak do ratowania każdego, kto znajdzie się w ich karetce. Johnny to wysportowany przystojniak, pracujący ze swoim najlepszym przyjacielem, Hankiem. Brian to nieco naiwny "świeżak", wciąż mieszkający z rodzicami. Theresa jest chicagowską policjantką, która dochodzi do siebie po rozstaniu z wciąż przez nią kochanym byłym, Johnnym.

## Obsada
- Michael Mosley jako Johnny Farrell[4]
- Kevin Daniels jako Hank St. Clare[4]
- Kevin Bigley jako Brian Czyk[4]
- Jessica McNamee jako Theresa Kelly[4]

## Role drugoplanowe
- Kelly O'Sullivan jako Valentina "Voodoo" Dunacci
- Maura Kidwell jako Claire "Stats" Bender
- Bill Nunn jako "Cash"
- Kirsten Fitzgerald jako Kathy "Mac" McMenimen
- Brian Doyle-Murray jako Monisignor Sullivan[5]

## Odcinki
| Sezon | Sezon | Odcinki | Oryginalna emisja | Oryginalna emisja | Oryginalna emisja | Oryginalna emisja | Oryginalna emisja |
| Sezon | Sezon | Odcinki | Premiera sezonu   | Finał sezonu      | Premiera sezonu   | Finał sezonu      |                   |
| ----- | ----- | ------- | ----------------- | ----------------- | ----------------- | ----------------- | ----------------- |
|       | 1     | 10      | 6 marca 2014      | 1 maja 2015       | 22 lutego 2015    | 8 marca 2015      |                   |
|       | 2     | 13      | 27 stycznia 2015  | 14 kwietnia 2015  | 15 marca 2015     | 12 kwietnia 2015  |                   |